# Mansur Dao
Mansur Dao (arabisch منصور ضو) ist ein libyscher Politiker. Er war ein enger Vertrauter des gestürzten libyschen Machthabers Muammar al-Gaddafi und begleitete ihn bis zu dessen Tod. Außerdem war er Kommandant der Revolutionsgarde.

## Leben
Dao war Gaddafi mehr als dreißig Jahre eng verbunden. Seit 1990 war er sein persönlicher Sicherheitschef. Er war auch Kommandant der Revolutionsgarde.
Dao war, seinen eigenen Angaben zufolge, während des Bürgerkriegs der persönliche Begleiter von al-Gaddafi. Er soll bei dem Angriff der NATO im selben Wagen gesessen haben. Beim Tod von al-Gaddafi am 20. Oktober 2011 wurde Dao verletzt und schließlich von Soldaten der Libyschen Nationalen Befreiungsarmee verhaftet und in ein Gefängnis in Misrata gebracht.